# Franca Valsecchi
Franca Valsecchi (Alguer, 1931) es una botánica, micóloga, taxónoma, conservadora, y exploradora italiana.

## Carrera
En 1953, obtuvo la licenciatura en Ciencias Naturales por la Universidad de Catania, 110/110 cum laude.
Desde 1960, desarrolla actividades académicas y científicas en el Departamento de Ciencias Biológicas, Geológicas y Ambientales, de la Universidad de Sassari.
Es autora en la identificación y nombramiento de nuevas especies para la ciencia, a abril de 2016, posee veintiséis registros de especies nuevas para la ciencia, especialmente de las familias de las boragináceas, cariofiláceas, fabáceas; y con énfasis de los géneros Anchusa, Dianthus, Genista, publicándolos habitualmente en Webbia, Parlatorea, Boll. Soc. Sarda Sci. Nat. (véase más abajo el vínculo a IPNI).

## Algunas publicaciones
- franca Valsecchi et alii. 1993, en «Bollettino della Società Sarda di Scienze Naturali» 29: 255 – 257 [1992–93; publ. 1993] ISSN 0392-6710.
- bruno Corrias, silvana Diana-Corrias, franca Valsecchi. 1982. Carta della vegetazione della Nurra di Alghero : (Sardegna nord-occidentale). Roma, Universidad de Sassari.
- franca Valsecchi, silvana Diana-Corrias. 1973. La vegetazione degli stagni della zona di Olbia (Sardegna nordorientale). En «Giorn. Bot. Ital.»: 223 - 241.

### Libros
- ignazio Camarda, franca Valsecchi. 1990. La Flora della Sardegna. Piccoli arbusti liane e suffrutici spontanei della Sardegna. Ed. Carlo Delfino, Sassari. 349 p. ISBN 88-7138-011-8.

## Membresías
- Società Botanica Italiana.[5]